# Saint-Exupéry – Die Geschichte vor dem kleinen Prinzen
Saint-Exupéry – Die Geschichte vor dem kleinen Prinzen ist ein französisch-belgischer biografischer Spielfilm von Pablo Agüero aus dem Jahr 2024. Der Film konzentriert sich auf eine Woche im Jahr 1930 im Leben des Schriftstellers und Piloten Antoine de Saint-Exupéry.

## Handlung
Im Jahr 1930 ist Antoine de Saint-Exupéry Pilot der Aéropostale in Argentinien. Als sein Freund und bester Pilot der Gesellschaft, Henri Guillaumet, bei einem Flug über die Anden verschwindet, begibt sich Saint-Exupéry auf eine gefährliche Suche nach ihm. Diese Mission zwingt ihn, seine Grenzen zu überschreiten und seine Vorstellungskraft als größte Stärke zu nutzen.

## Hintergrund
Saint-Ex feierte seine Premiere am 12. Oktober 2024 beim Cinelibri Book&Movie Festival in Sofia, Bulgarien. Es folgten Vorführungen beim Cinemania Film Festival in Kanada am 15. November 2024. Der offizielle Kinostart in Frankreich war am 11. Dezember 2024. In Deutschland kam der Film am 29. Mai 2025 in die Kinos.